# St. Jakobus (Keßlingen)

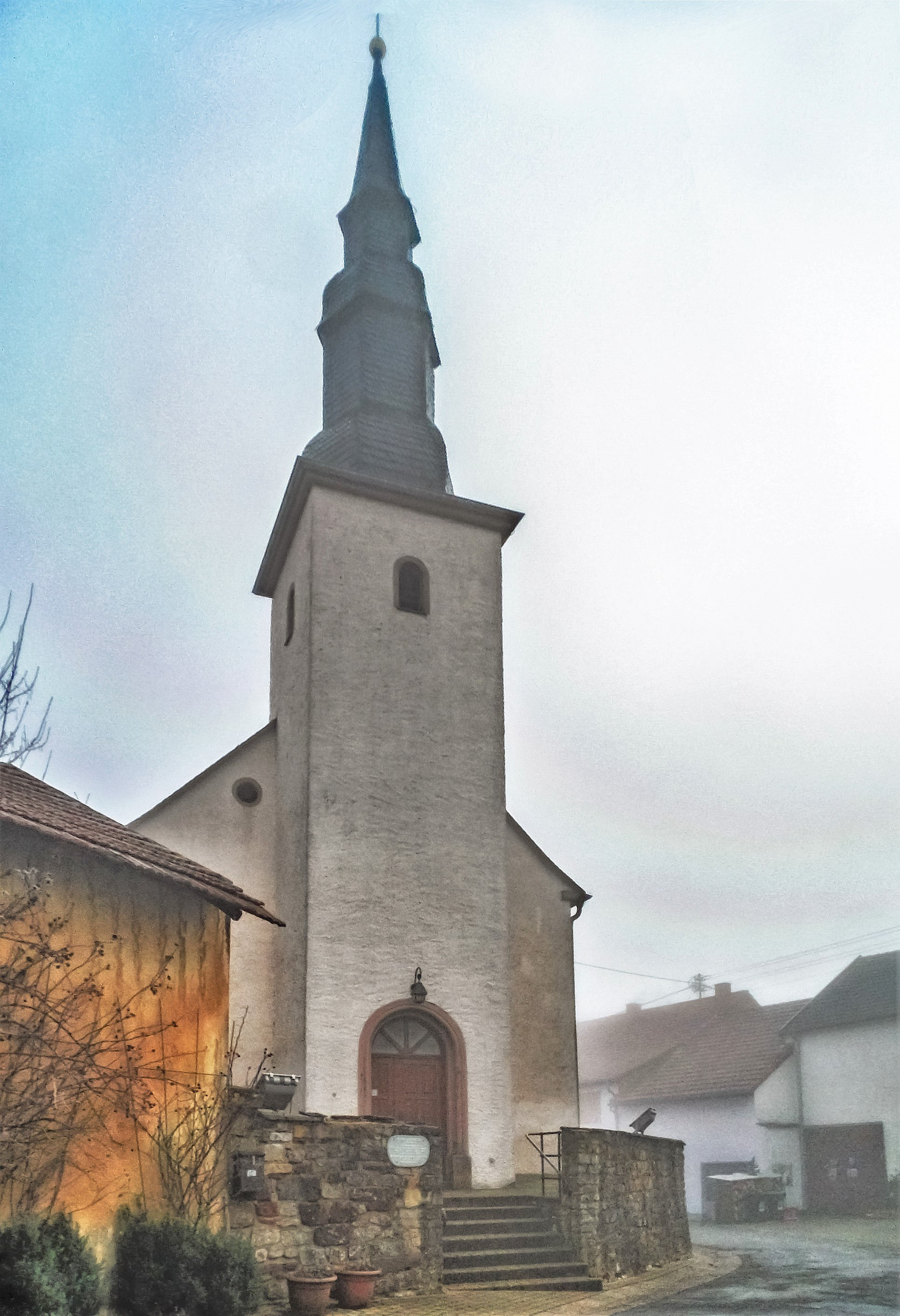
Blick von Westen

St. Jakobus ist eine römisch-katholische Kirche im Ortsteil Keßlingen der saarländischen Gemeinde Perl. Kirchenpatron ist der Apostel Jakobus.

## Geschichte
Erstmals erwähnt wird die Kirche in einem bischöflichen Visitationsbericht aus dem Jahre 1569. Spätgotische Fresken im Chor belegen allerdings, dass die Kirche weitaus älter ist und vermutlich aus dem 14. oder 15. Jahrhundert stammt. 1796 erweiterte ein Baumeister Ternes die Kapelle. Hinter dem Chorraum wurde eine Sakristei angebaut, das Schiff und ein Turm mit schiefernem Turmhelm an der Westseite wurden neu errichtet. Im 19. Jahrhundert erhielt die Kirche ein neugotisches Portal.
Im Zweiten Weltkrieg wurde St. Jakobus zerstört. Der Wiederaufbau erfolgte in den 1950er Jahren. Von 1977 bis 1980 fand eine Restaurierung unter der Leitung des Architekten A. Löwenberg statt, fachlich beraten durch den Bistumskonservator. Die letzten Sanierungsarbeiten wurden zwischen 2005 und 2008 unter Leitung des Losheimer Architekten Siegbert Barth durchgeführt.

## Architektur

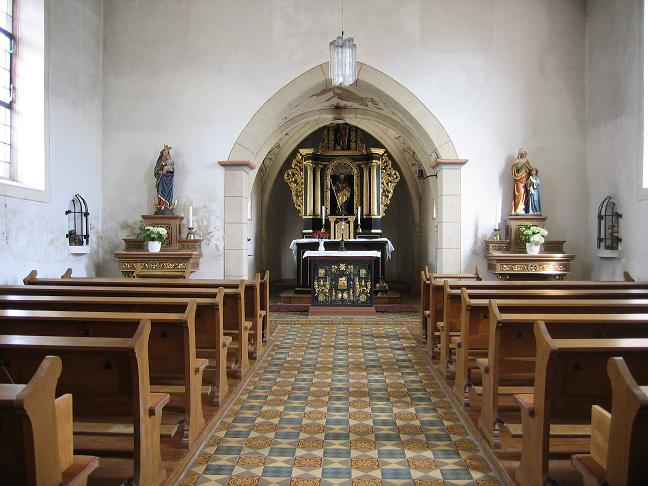
Blick auf den Chor mit Hochaltar

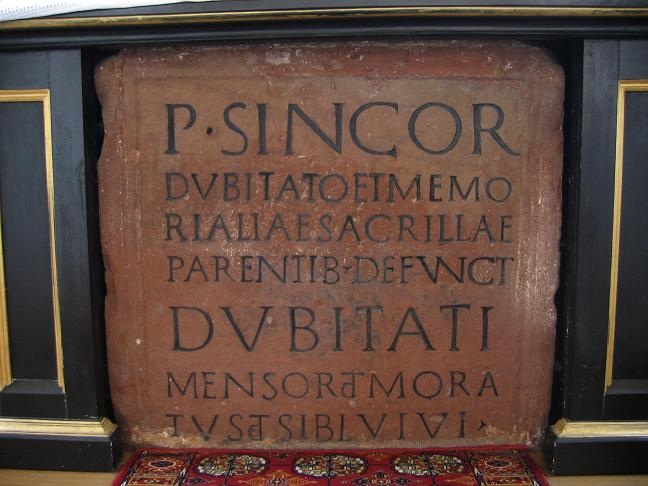
Altarstein aus römischer Zeit

St. Jakobus ist ein einfacher flachgedeckter Rechtecksaal mit zwei Fensterachsen an den Längsseiten. Dem Kirchenschiff vorgesetzt wurde ein quadratischer Turm mit barocker Haube, in dem sich ein rundbogiges Portal öffnet.

## Ausstattung

### Hochaltar
Der barocke Säulenaltar stammt aus dem Jahr 1724. In dem reich geschnitzten Hochaltar aus Holz wurde ein in der Gemarkung gefundener römischer Grabstein mit der Inschrift P. SINCOR DUBITATO ET MEMORIALIAE SACRILLAE PARENTIB DEFUNCT DUBITATI MENSOR ET MORATUS ET SIBI VIVI (dem Publius Sincorius Dubitatus und der Memorialia Sacrilla, den verstorbenen Eltern, (haben diesen Grabstein) die (Söhne) Dubitatus´ Mensor und Moratus (gesetzt), auch für sich selbst schon zu Lebzeiten) eingesetzt.

### Figurenschmuck
In der Hauptnische des Hochaltars findet sich eine Figur des hl. Jakobus als Pilger mit einem Pilgerstab in der rechten und einem Buch in der linken Hand. In der Nische darüber steht der hl. Gangolf, der ein Schwert in der linken Hand hält.  Im linken Seitenaltar steht eine Madonna mit Kind, auf dem rechten Seitenaltar die hl. Anna mit ihrer Tochter Maria.
Die Figurengruppe der Sieben Schläfer von Ephesus aus Eichenholz ist eine Bildhauerarbeit aus dem 17. Jahrhundert. Sie befindet sich im Mittelschiff in einer Mauernische. Auf der gegenüberliegenden Seite beherbergt eine weitere Nische eine Pietà neueren Datums.

### Fresken
Bei Instandsetzungsarbeiten zwischen 1977 und 1979 wurde ein Tetramorph aus dem 14. oder 15. Jahrhundert entdeckt. Er zeigt im Gewölbe des Chores die Symbole der vier Evangelisten. Im Nordfeld fehlt die Darstellung des Stiers (Lukas), weil hier im Laufe der Jahrhunderte der Putz erneuert wurde. Auf dem Medaillon im Schnittpunkt der Kreuzrippen ist Jesus dargestellt.